# Erendira
Erendira (títol original: Eréndira) és una pel·lícula de Ruy Guerra, en coproducció internacional estrenada l'any 1983, basada en la novel·la  La increïble i trista història de la càndida Eréndira i la seva àvia malvada de Gabriel García Márquez. Ha estat doblada al català.

## Argument
Eréndira, una nena de catorze anys, és explotada per la seva àvia com a prostituta. Un dia arriba l'amor i ha de lluitar contra el seu destí, la seva àvia i l'encanteri. Recreació d'un món real en el qual el fantàstic pren el seu lloc tangible: el misteriós de les relacions humanes, l'opressió, la rebel·lió i la submissió troben un fosc espai.

## Repartiment
- Irene Papas: L'àvia
- Cláudia Ohana: Eréndira
- Michael Lonsdale: Senador Onésimo Sanchez
- Oliver Wehe: Ulysses
- Rufus: el fotògraf
- Blanca Guerra: la mare d'Ulysses
- Ernesto Gómez Cruz: el botiguer
- Pierre Vaneck: el pare d'Ulysses
- Carlos Cardán: Smuggler
- Humberto Elizondo: Blacaman
- Jorge Fegán: el comandant
- Francisco Mauri: el carter
- Sergio Calderón: el camioner
- Martín Palomares: Escort
- Salvador Garcini